# پان‌ایرانیسم

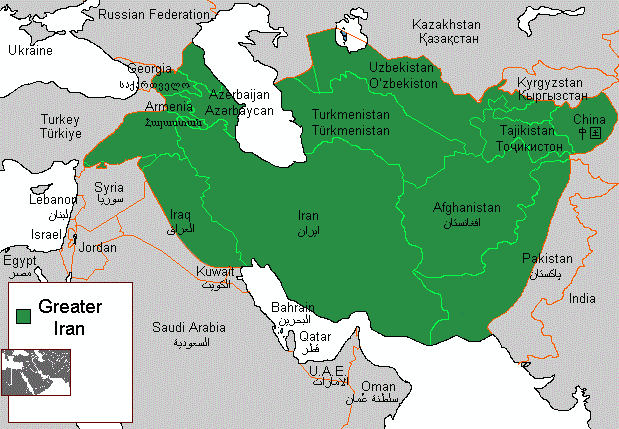
نقشه فلات ایران (ایران‌زمین) ایران مد‌نظر پان‌ایرانیسم‌ها

پان‌ایرانیسم یک ایدئولوژی ناسیونالیستی مبتنی بر اتحاد کلیه اقوام و تیره‌های ایرانی است که شامل آذری‌ها، گیلک‌ها، مازندرانی‌ها، تالش‌ها، آسی‌ها، بلوچ‌ها، کردها، پشتون‌ها، هزاره‌ها، لرها، تاجیک‌ها، قشقایی‌ها و به‌طور کلی تمامی اقوام ایرانی‌تبار ساکن در فلات ایران می‌شود.

## نام‌گذاری و تاریخچه

### نام‌گذاری

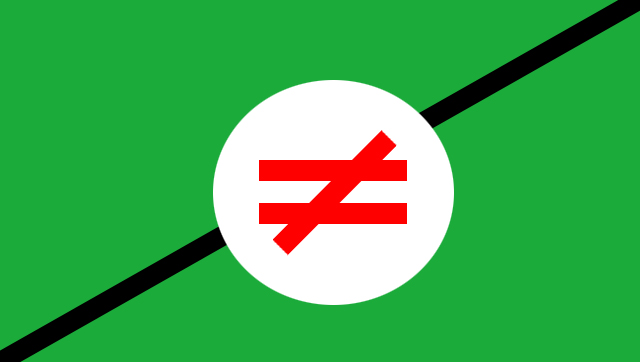
پرچم پان‌ایرانیسم و نیز حزب پان ایرانیست

واژۂ پان‌ایرانیسم برای نخستین بار در سال ۱۳۰۶، توسط محمود افشار یزدی بنیان‌گذار موقوفات محمود افشار یزدی، وارد فرهنگ واژگان سیاسی ایران شد. محمود افشار اندیشه پان‌ایرانیسم را برای دفاع از تمامیت ارضی ایران در مقابله حملات پان‌ترکیسم و پان‌عربیسم پیشنهاد کرد.

### تاریخچه
مکتب پان‌ایرانیسم در سال ۱۳۲۶ به رهبری محسن پزشکپور و با همراهی علیرضا رئیس، داریوش فروهر، داریوش همایون، فرید سیاح سپانلو، علینقی عالیخانی، خداداد فرمانفرمائیان، احمد مختاری، مهدی بهره‌مند و بیژن فروهر بنیان‌گذاری گردید. افراد این مکتب در سال‌های ۱۳۲۰ شمسی به هنگام حمله متفقین بریتانیا و شوروی به ایران بی طرف و در سال‌های ۱۳۲۴ و ۱۳۲۵ شمسی، و به هنگام اشغال آذربایجان به‌دست ارتش سرخ با تشکیل گروه‌های ضربت و زیرزمینی به مبارزه علیه بیگانگان پرداخته بودند. البته در سال ۱۳۲۲ شمسی این افراد تشکیلاتی را با نام گروه انتقام تشکیل دادند، که به‌نوعی مقدمه‌ای بر حزب پان ایرانیست بود. حزب پان ایرانیست در دی‌ماه سال ۱۳۳۰ شمسی رسماً تشکیل گردید. در همان سال داریوش فروهر و محسن پزشکپور، دو تن از اعضای برجستهٔ حزب بر سر روش فعالیت سیاسی و موضع‌گیری در قبال درگیری میان محمدرضا پهلوی و محمد مصدق و سلطنت شاه مطابق با قانون اساسی مشروطه، اختلاف نظر پیدا کردند و حزب ملت ایران بر بنیاد تفکر پان ایرانیسم و جمهوری‌خواهی به رهبری و دبیرکلی داریوش فروهر از حزب پان‌ایرانیست جدا شد.

## احزاب
تا سال ۱۳۳۲ خورشیدی بر بنیاد اندیشه پان‌ایرانیسم سه حزب تشکیل شد. «پرچمداران پان ایرانیسم» به رهبری محمد مهرداد، حزب ملت ایران به رهبری داریوش فروهر و حزب پان ایرانیست به رهبری محسن پزشکپور. همچنین بعدها، حزب ایرانیان برپایه پان‌ایرانیسم از حزب پان ایرانیست منشعب شد.

## دیدگاه‌ها
هوشنگ طالع، معتقد است که پان ایرانیسم برخلاف مکتب‌های فکری دیگر که دارای پیش‌وند «پان» هستند، یک مکتب عینی (اوبژکیتو) است که واقعیت تاریخی دارد. درحالی که مکتب‌هایی مانند پان‌عربیسم، پان‌ترکیسم، پان‌ژرمنیسم و پان‌اسلامیسم، مفاهیمی ذهنی (سوبژکتیو) هستند، یعنی بیان آرزوها و خواسته‌ها هستند.

## در برابر تجزیه ایران
محمود افشار یزدی پان ایرانیسم را این‌گونه تعریف می‌کند:
پان‌ایرانیسم در نظر من باید «ایده‌آل» و هدف اشتراک مساعی تمام ساکنان قلمرو زبان فارسی باشد در حفظ زبان و ادبیات مشترک باستانی. منظورم اتحاد کلیه ایرانی‌نژادان - فارس‌ها، افغان‌ها، لرها و آذری‌ها، کردها، بلوچ‌ها، تاجیک‌ها و غیره- است برای حفظ و احترام تاریخ چند هزار سال مشترک و زبان ادبی و ادبیات مشترک. هیچ‌وقت عقلای ایران اندیشه اینکه به خاک کشورهای دیگر تجاوز کنند را در مخیله خود نداشته‌اند. همیشه حرف این بوده‌است که ما باید از لحاظ ارضی وضع کنونی خود را نگاه داریم و استوار کنیم. پان‌ایرانیسم ما باید جنبه دفاعی و فرهنگی داشته باشد نه تهاجمی. به این معنی که در برابر «پان» های دیگر، مانند پان‌تورانیسم یا پان‌عربیسم که قصد تجاوز از حدود ارضی خود دارند، مقاومت داشته باشیم.
حزب پان ایرانیست جنبش را اینگونه معرفی می‌کند:
پان‌ایرانیسم وحدت و هماهنگی همهٔ تیره‌های ایرانی است در جهت استقرار حاکمیت ملت ایران. ملت بزرگ ایران دارای یک وطن، یک تاریخ، یک فرهنگ و آداب و رسوم می‌باشد. پراکندگی، تفرقه و تشتت و وضع کنونی به ملت ایران تحمیل شده‌است. پان‌ایرانیسم نهضت وحدت طلب ملت ایران است. پان‌ایرانیسم جنبشی است سازنده و خلاق. نظامی است نوین براساس هدف‌های پرفروز تاریخ ایرانزمین. پان‌ایرانیسم راهی‌است برای ملت ایران برای رهایی و وحدت.
هوشنگ طالع از رهبران پان‌ایرانیسم دلیل عینی (اوبژکتیو) بودن مکتب پان‌ایرانیسم را وحدت همگی اقوام ایران در درازای تاریخ می‌داند و اشاره می‌کند که این وحدت تنها در زمان‌های ویژه‌ای شکسته شده‌است که ایران با یورش‌های نظامی، تحمیل شکست، اشغال و تحمیل قراردادهای جدایی روبرو شده‌است؛ و برای نمونه این موارد را ذکر می‌کند:
- الف- یورش اسکندر در زمان هخامنشیان که تجلی پان‌ایرانیسم و اتحاد اقوام ایرانی بودند. پس از آن اشکانیان و سپس ساسانیان نزدیک به هزار سال توانستند ایرانیان را بار دیگر یکپارچه سازند.
- ب- یورش  تازیان و از هم پاشیدن مرزهای ایران. پس ازآن صفویان  توانستند دوباره ایران و همگی اقوام ایرانی را یکپارچه سازند.
- ج- تجزیهٔ ایران در سدهٔ ۱۷ میلادی از سوی روسیه و انگلیس در پی قراردادهای:

1. - عهدنامه گلستان (۱۸۱۳) جدایی بخش بزرگی از اران و قفقاز
2. - عهدنامه ترکمانچای (۱۸۲۸) جدایی بخش دیگری از اران و قفقاز
3. - معاهده پاریس (۱۸۵۷) جدایی بخشی از خراسان و آریانا (افغانستان امروزی)
4. - قرارداد گلدسمیت (۱۸۷۱) جدایی مکران و بلوچستان
5. - قرارداد گلدسمیت (۱۸۷۳) جدایی بخش‌هایی از سیستان
6. - پیمان آخال (۱۸۸۱) جداسازی خوارزم و فرارود از ایران
7. - ارزروم دوم (۱۸۷۴) جدایی ولایات سلیمانیه
8. - مقاوله نامهٔ تهران (۱۹۱۱) تجزیهٔ ولایات خانقین
9. - تجزیهٔ آگری (آرارات) کوچک (۱۹۳۲)
10. - تجزیهٔ قریهٔ فیروزه (۱۹۵۴)
11. - تجزیهٔ بحرین (۱۹۷۰)[۱۴]

## پان‌ایرانیسم چیست؟
پان ایرانیست‌ها، پان‌ایرانیسم را بر پایه ناسیونالیسم می‌دانند. ناسیونالیسم، برگرفته از واژهٔ «ناسیون» به معنی ملت است و به اندیشه‌ای گفته می‌شود که در آن ملت به نام یک واحد قائم به خود شناخته شده‌است.
در مقایسه با مکتب‌های فرد گراها، که واحد مورد نظر فرد است و در قوانین آن‌ها همیشه تلاش می‌شود حقوق این افراد محفوظ بماند و آزادی آن‌ها محدود نشود، ناسیونالیستها اعتقاد دارند که واحد اصلی و اصیل ملت‌ها هستند. بنا به اعتقاد پان ایرانیست‌ها، در سوسیالیست‌های نخستین سخن از این بود که واحد مورد نظر اجتماع است و در قوانین و مقررات به‌جای آنکه حقوق فرد محفوظ باشد حقوق اجتماع را مقدم می‌داشتند و باور داشتند که قوانین باید برای پیشرفت و تکامل اجتماع وضع شود اما این پندار در زیر ماسک مارکسیسم تغییر شگفتی کرد به این معنی که به جایگاه انفرادی تنزل یافت به نحوی که یک فرد مارکسیست معتقد است که هر کس در پی منافع روزمره خویش است و بنیان همهٔ دگرگونی‌های جهان بر همین فرمول استوار می‌گردد (تضاد طبقاتی).
از دید پان ایرانیست‌ها با توجه به اینکه مارکسیسم باعث تجزیه واحد ملی به طبقات متخاصم می‌شود، قابل قبول نیست. ملت یک مقوله تاریخی است نه یک قرارداد سیاسی (قرارداد سیاسی مورد نظر فرد گرایان -روسو-)، لذا اگر قسمتی از مردم ایران را در قطعه خاکی محصور کنند و نام آن را ایران گذارند و خصوصاً چنین کشوری را به تصویب مجامع بین‌المللی برسانند ساکنان این قطعه خاک، ملت ایران نخواهند شد زیرا ملت بنابر تعریف سیاستمداران به وجود نمی‌آید بلکه موجودیتی است که به کمک تاریخ شناخته می‌شود و ملت ایران را آن گونه که موجودیت حقیقی و تاریخی معرفی می‌کند و یگانگی و یکپارچگی را درقلب ایرانی برمی‌انگیزد.
در دکترین پان‌ایرانیسم بر اینکه سرمایه ملت از کدام شخص یا کدام طبقه باشد بحث نخواهد شد بلکه معلوم می‌کند از سرمایه ملت چگونه باید برای آمادگی ملت بهره گرفت و نیز بحث نخواهد شد که کدام دسته از مردم حق حکومت دارند بلکه حکومت (حاکمیت ملت) باید دستگاه‌های موجود را چنان بکار اندازد که از همکاری آن‌ها بیشترین بهره‌برداری از آن ملت بشود. در مقام تحلیل نظری، ایدهٔ ناسیونالیسم و نژادپرستی یکی نبوده و از دیدگاه تکوین و معنا و هدف متفاوت و حتی متضاد هستند، زیرا بازهم اصالت دادن به یک نژاد، باعث ایجاد شکاف بین ملت خواهد بود.
ایدهٔ ملت و ناسیونالیسم در فرانسه به لحاظ تکوین، طرحی برای وحدت ملی و گذار از صورت قبلی زندگی و نظام کاست و امتیازات آن بود و به عامه مردم اجازهٔ حضور در حیات سیاسی می‌داد که نمایندگان خود را برای قانون‌گذاری برگزینند. اما ایدهٔ نژادپرستی در برابر این وحدت و برابریِ ملی تکوین یافت.